# Метод фиктивных областей
Метод фиктивных областей — метод приближённого решения задач математической физики в геометрически сложных областях, основанный на переходе к задаче в геометрически более простой области (как правило, многомерный параллелепипед), целиком 
содержащей исходную. Преимуществом этого метода является удобство составления универсальных программ для численного решения широкого класса краевых задач математической физики, которые перестают зависеть от конкретного вида рассматриваемой области. Недостатком этого метода является низкая точность приближенного решения и сложность создания разностных схем и численного решения задач.

## Пример
Рассмотрим задачу нахождения неизвестной функции {\displaystyle u(x)} исходя из дифференциального уравнения:
{\displaystyle {\frac {d^{2}u}{dx^{2}}}=-2,\quad 0<x<1\quad (1)}
с краевыми условиями:
{\displaystyle u(0)=0,u(1)=0}
Для решения задачи рассмотрим фиктивную область {\displaystyle 0<x<2}. Обозначим как {\displaystyle u_{\epsilon }(x)} приближённое решение задачи в фиктивной области. Здесь {\displaystyle \epsilon } - малый параметр.  

### Вариант решения с продолжением по старшим коэффициентам
В этом случае {\displaystyle u_{\epsilon }(x)} является решением дифференциального уравнения:
{\displaystyle {\frac {d}{dx}}k^{\epsilon }(x){\frac {du_{\epsilon }}{dx}}=-\phi ^{\epsilon }(x),0<x<2\quad (2)}
Ступенчатый коэффициент {\displaystyle k^{\epsilon }(x)} вычисляется следующим образом:
{\displaystyle k^{\epsilon }(x)={\begin{cases}1,&0<x<1\\{\frac {1}{\epsilon ^{2}}},&1<x<2\end{cases}}}
Правую часть уравнения (2) представим в виде:
{\displaystyle \phi ^{\epsilon }(x)={\begin{cases}2,&0<x<1\\2c_{0},&1<x<2\end{cases}}\quad (3)}
Граничные условия для уравнения (2):
{\displaystyle u_{\epsilon }(0)=0,u_{\epsilon }(2)=0}
При {\displaystyle x=1} необходимо задать условия "сшивки":
{\displaystyle [u_{\epsilon }]=0,\ \left[k^{\epsilon }(x){\frac {du_{\epsilon }}{dx}}\right]=0}
где обозначение {\displaystyle [\cdot ]} означает "разрыв":
{\displaystyle [p(x)]=p(x+0)-p(x-0)}
Решение поставленной задачи имеет вид:
{\displaystyle u_{\epsilon }(x)={\begin{cases}x(1+{\frac {c_{0}+1}{\epsilon ^{2}+1}}\epsilon ^{2}-x),&0<x<1\\(2-x)(c_{0}\epsilon ^{2}(x-1)+{\frac {c_{0}+1}{\epsilon ^{2}+1}}),&1<x<2\end{cases}}}
Сравнивая его с точным решением уравнения (1) {\displaystyle u(x)=x(1-x)}, получаем оценку ошибки:
{\displaystyle u(x)-u_{\epsilon }(x)=O(\epsilon ^{2}),\quad 0<x<1}

### Вариант решения с продолжением по младшим коэффициентам
В этом случае {\displaystyle u_{\epsilon }(x)} является решением дифференциального уравнения:
{\displaystyle {\frac {d^{2}u_{\epsilon }}{dx^{2}}}-c^{\epsilon }(x)u_{\epsilon }=-\phi ^{\epsilon }(x),\quad 0<x<2\quad (4)}
Здесь {\displaystyle \phi ^{\epsilon }(x)} определено как в уравнении (3), коэффициент {\displaystyle c^{\epsilon }(x)} вычисляются как:
{\displaystyle c^{\epsilon }(x)={\begin{cases}0,&0<x<1\\{\frac {1}{\epsilon ^{2}}},&1<x<2.\end{cases}}}
Граничные условия для уравнения (4) такие же как и для уравнения (2).
Условия сопряжения в точке {\displaystyle x=1}:
{\displaystyle [u_{\epsilon }(0)]=0,\ \left[{\frac {du_{\epsilon }}{dx}}\right]=0}
Ошибка решения:
{\displaystyle u(x)-u_{\epsilon }(x)=O(\epsilon ),\quad 0<x<1}